# آرهیتو موراماتسو
آرهیتو موراماتسو (انگلیسی: Arihito Muramatsu؛ زادهٔ ۱۲ دسامبر ۱۹۷۲) از برندگان مدال‌های بازی‌های المپیک تابستانی و بازیکن بیسبال اهل ژاپن است.